# Leptasteron vexillum
Leptasteron vexillum är en spindelart som beskrevs av Baehr och Rudy Jocqué 200. Leptasteron vexillum ingår i släktet Leptasteron och familjen Zodariidae.
Artens utbredningsområde är New South Wales. Inga underarter finns listade i Catalogue of Life.